# Autovía del Suroccidente asturiano
La A-80 es un proyecto de autovía o carretera que pretende unir La Espina con Ponferrada, creando un nuevo acceso directo al suroccidente de Asturias desde El Bierzo (León). Concretamente partiría desde la A-63 y su trazado en autovía llegaría hasta Cangas del Narcea. A partir de ahí el recorrido consistiría en una vía rápida hasta Ponferrada, donde se uniría con la A-6. La idea surgió a mediados de los 2000 y nunca se ha materializado.

## Historia
En el Plan Regional de Carreteras de Asturias, documento aprobado por el gobierno de Vicente Álvarez en 2001, se recogió la construcción de una autovía autonómica entre La Espina y Cangas del Narcea, con la intención de posteriormente prolongarse hasta Fonsagrada (Lugo).
En 2005 la idea fue recogida por el Gobierno de Rodríguez Zapatero, pero con la intención de conectar Ponferrada con La Espina en vez de con Lugo. No obstante, esta infraestructura no fue incluida en el Plan Estratégico de Infraestructuras y Transporte (PEIT) de 2005; y tampoco en una revisión posterior del plan en 2010.
En 2012 el gabinete de Ana Pastor aprobó un nuevo plan: el Plan de Infraestructuras, Transporte y Vivienda (PITVI), donde tampoco se incluía esta infraestructura. De cara a la tramitación de un nuevo Plan de Infraestructuras en 2024 la Junta General solicitó incluir el proyecto.

## Trazado propuesto
Esta nueva autovía comenzaría desde la autovía A-63 en la localidad asturiana La Espina y terminará en Cangas del Narcea, donde cruzará la nueva vía rápida (R-80) hasta Vega de Rengos, con esta vía rápida está proyectado en 15,3 kilómetros. Y después de Vega de Rengos cruzará la nueva vía verde (C-60) hasta CL-631 (en la provincia de León), está proyectado en 17,8 kilómetros. El coste de la nueva autovía A-80 rondaría unos 512 millones de euros y está proyectada por dos tramos de: La Espina-Tineo (11,4 kilómetros, coste: 113 millones de euros) y Tineo-Cangas del Narcea (20,7 kilómetros, coste: 399 millones de euros), contando con la nueva vía rápida de Cangas del Narcea-Vega de Rengos, proyectado en 15,3 kilómetros con el coste de 99 millones de euros y también con la vía verde de Vega de Rengos-Carretera CL-631, proyectado en 17,8 kilómetros con el coste de 75 millones de euros.

## Tramos
| Denominación | Tramo                              | km   | Estado (2025)                          |
| ------------ | ---------------------------------- | ---- | -------------------------------------- |
|              | La Espina A-63 - Tineo             | 11,4 | Pendiente de nuevo estudio informativo |
|              | Tineo - Cangas del Narcea          | 20,7 | Pendiente de nuevo estudio informativo |
|              | Cangas del Narcea - Vega de Rengos | 15,3 | Pendiente de nuevo estudio informativo |
|              | Vega de Rengos - Villablino CL-631 | 17,8 | Pendiente de nuevo estudio informativo |